# Kambalapalli, Chintamani
Kambalapalli là một làng thuộc tehsil Chintamani, huyện Chikkaballapur, bang Karnataka, Ấn Độ.